# روش بوتیکو

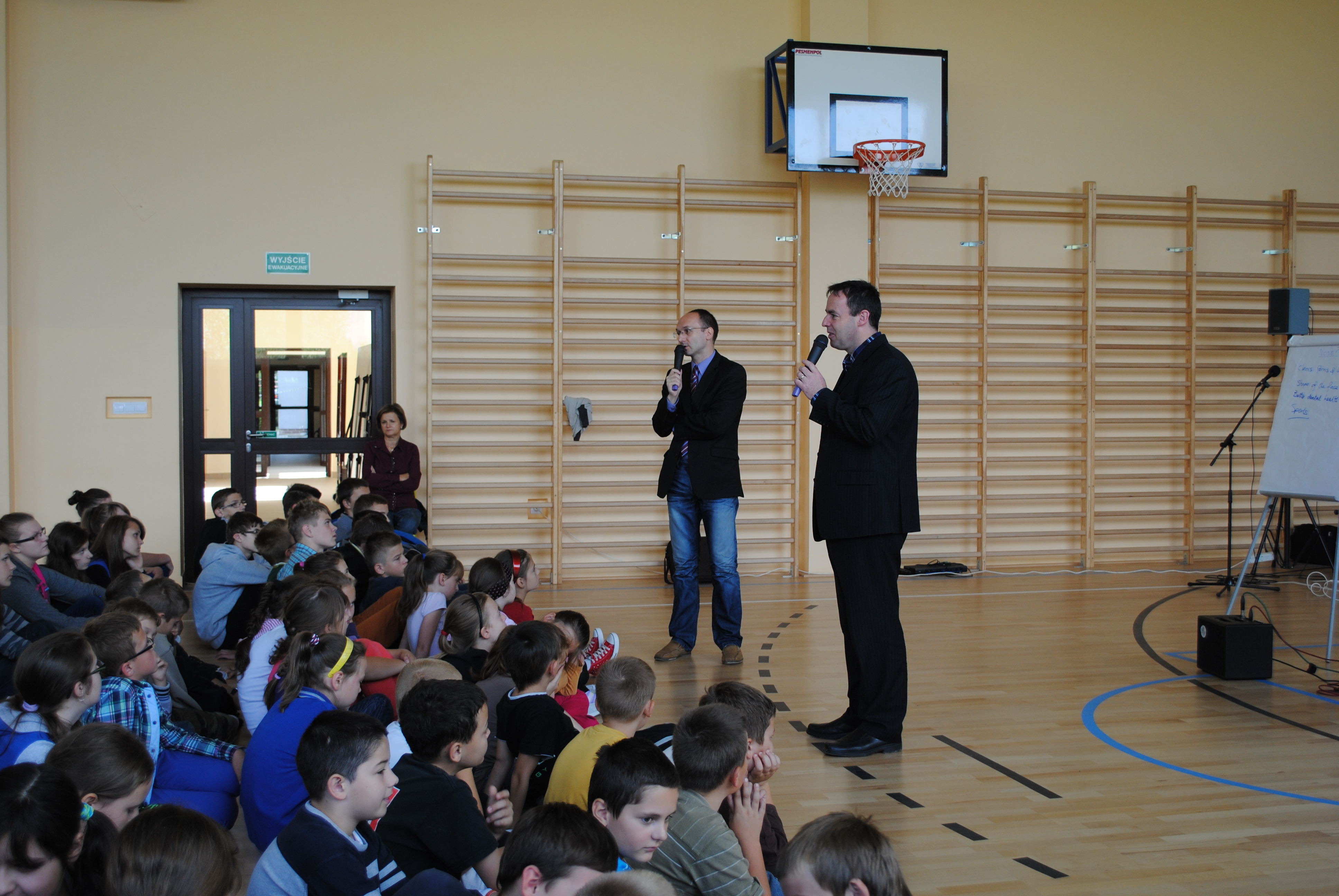
آموزش شیوه تنفس بوتیکو به دانش‌آموزان

روش بوتیکو یا شیوه تنفس بوتیکو گونه‌ای از فیزیوتراپی جایگزین است که استفاده از تمرینات تنفسی را به عنوان درمانی برای آسم و سایر بیماری‌های تنفسی پیشنهاد می‌کند.
به باور این روش، بسیاری از بیماری‌ها، از جمله آسم، به دلیل افزایش بیش از حد تعداد تنفس ایجاد شده یا تشدید می‌شوند. هدف این روش، اصلاح تنفس بیش از حد و در عوض، تجویز تنفس‌های کم عمق و کندتر است. درمان‌های این روش، شامل مجموعه‌ای از تمرین‌های کاهش تنفس است که بر تنفس از طریق بینی، حبس نفس و آرَمش تمرکز دارد.
طرفداران روش بوتیکو ادعا می‌کنند که این روش می‌تواند علائم بیماری و نیاز به دارو را برای بیماران مبتلا به آسم، بیماری مزمن انسدادی ریه و هیپرونتیلاسیون مزمن کاهش دهد. جامعه پزشکی با توجه به شواهد محدود و ناکافی در زمینه کارایی روش بوتیکو، این ادعاها را زیر سؤال می‌برد.

## تاریخچه
اولین‌بار، روش بوتیکو در دهه ۱۹۵۰ توسط فیزیولوژیست اوکراینی کنستانتین بوتیکو در اتحاد جماهیر شوروی توسعه یافت.
اولین مطالعه رسمی در مورد کاریی روش بوتیکو بر آسم در سال ۱۹۶۸ در مؤسسه پزشکی ریه لنینگراد انجام شد. دومین مورد که در آوریل ۱۹۸۰ در اولین مؤسسه بیماری‌های اطفال مسکو برگزار شد، در نهایت منجر به صدور دستور توسط رئیس وزارت بهداشت برای اجرای روش بوتیکو در درمان آسم برونشیت شد. بعداً این روش به استرالیا، نیوزلند، بریتانیا و ایالات متحده معرفی شد که با استقبال افزاینده‌ای روبرو شد. تجربه‌های شخصی افراد در اینترنت و کتاب‌ها، تحولات اساسی مرتبط با روش بوتیکو را گزارش می‌کنند.
در سال ۲۰۱۹، اندین خواننده اندونزیایی تصاویری از خود، همسرش و پسر دو ساله‌شان را با نوار چسب روی دهانشان در شبکه‌های اجتماعی منتشر کرد. این تصاویر باعث بحث و علاقه به روش بوتیکو شد.

## روش
روش تنفس بوتیکو بر نقش دی‌اکسید کربن و تنفس بیش از حد در بیماری‌های تنفسی و همچنین سلامت کلی افراد تأکید دارد. هیپرونتیلاسیون می‌تواند منجر به کاهش سطح کربن دی‌اکسید در خون (یا هیپوکاپنی) شود که متعاقباً می‌تواند منجر به اختلال در تعادل اسید و باز در خون و کاهش سطح اکسیژن شود. طرفداران این روش ادعا می‌کنند که هیپرونتیلاسیون مزمن اثرات گسترده‌تری نسبت به آنچه معمولاً پذیرفته شده است دارد. این اثرات شامل گرفتگی گسترده عضله در مجاری هوایی (برونکواسپاسم)، اختلال در تولید انرژی سلولی از طریق چرخه کربس، و همچنین اختلال در بسیاری از واکنش‌های شیمیایی هموستاتیک حیاتی در بدن است. هدف از روش بوتیکو این است که الگوی تنفسی بدن را برای تصحیح هیپرونتیلاسیون و هیپوکاپنی مزمن، تمرین دهد تا در نتیجه، بدن مشکلات پزشکی مذکور را درمان کند.
اگرچه تفاوت‌هایی در بین معلمان این تکنیک در کشورهای مختلف وجود دارد، اما هدف اصلی «عادی سازی» تنفس است و سه اصل اصلی Buteyko یکسان است:
- تنفس از طریق بینی؛
- کاهش تنفس؛
- آرَمش.

### تنفس از راه بینی
روش بوتیکو بر اهمیت تنفس از طریق بینی تأکید می‌کند؛ چرا که بینی، به وسیله مرطوب، گرم و تمیز کردن هوای ورودی به ریه‌ها از راه‌های هوایی محافظت می‌کند. بسیاری از مبتلایان به آسم در خواب شبانه مشکل دارند؛ به عقیده طرفداران روش بوتیکو، این مشکل به وضعیت نامناسب بدن، تنفس دهانی یا هر دو ارتباط دارد. با پاک نگه داشتن بینی و تشویق به تنفس از طریق بینی در طول روز، علائم شبانه نیز می‌تواند بهبود یابد. تنفس از طریق بینی در حین تمرین بدنی یکی دیگر از عناصر کلیدی روش بوتیکو است.

### تمرینات کاهش تنفس
تمرینات اصلی بوتیکو شامل کاهش آگاهانه تعداد تنفس یا حجم تنفس است. بسیاری از اساتید این روش، از این شیوه به عنوان «بازآموزی تنفس» یاد می‌کنند و این روش را با یادگیری دوچرخه سواری مقایسه می‌کنند؛ آنها می‌گویند که پس از زمان کافی تمرین، روش‌ها به صورت عادت در می‌آیند و با بهبود اوضاع، تمرینات آگاهانه به تدریج حذف می‌شوند.
بوتیکو از معیاری به نام وقفه کنترل (انگلیسی: Control Pause; CP؛ سی‌پی) استفاده می‌کند. این معیار، مدت زمانی که فرد می‌تواند بین دو تنفس، نفس خود را حبس کند را نشان می‌دهد. به گفته اساتید بوتیکو، افراد مبتلا به آسم که به‌طور منظم تنفس به شیوه بوتیکو را تمرین می‌کنند، متوجه افزایش نمره سی‌پی و کاهش ضربان نبض خواهند شد که با کاهش علائم آسم مطابقت دارد.
طبق ادعای یکی از اساتید، نمره سی‌پی با میزان و کیفیت خواب ارتباط دارد. یک «شخص عادی» دارای «امتیاز عادی» (امتیاز ۴۰ ثانیه) نیاز به ۵ الی ۶ ساعت خواب دارد؛ او در عرض چند دقیقه به خواب می‌رود، در طول خواب تغییر حالت نمی‌دهد، رؤیاهایش را به خاطر نمی‌سپارد و سرحال بیدار می‌شود. شخصی هم که امتیاز ۱۵ ثانیه دارد، نیاز به ۸ تا ۱۰ ساعت خواب دارد. به خواب رفتن چنین شخصی ۵ الی ۲۰ دقیقه طول می‌کشد. در طول شب، ممکن است بیدار شده یا مضطرب شود، تغییر حالت دهد، رؤیا ببیند یا …. بر خلاف مدت زمانی که می‌خوابد، صبح پس از بیداری احساس خستگی می‌کند. افراد دارای وضعیت بحرانی‌تر (بازه نمره ۵ تا ۸ ثانیه) به مدت ۱۲ تا ۱۴ ساعت، با کیفیت نامطلوب، خوابیده و مواردی مثل کابوس، رؤیا، تغییر حالت و بیداری‌های مکرر را تجربه می‌کنند. بدین صورت، فردی که امتیاز ۱ دقیقه (۶۰ ثانیه) را کسب می‌کند، «تنها به ۴ ساعت خواب نیاز دارد» و برای فردی هم که در بازه امتیاز ۲ تا ۳ دقیقه قرار می‌گیرد، «۲ ساعت خواب کافی است».

### آرَمش
تمرینات بوتیکو بر آرَمش برای مقابله با حملات آسم تأکید می‌کند. اولین احساسی که پس از حمله آسم می‌آید، ناراحت‌کننده است و می‌تواند منجر به یک دوره کوتاه تنفس سریع شود. روش بوتیکو ادعا می‌کند که با کنترل این مرحله اولیه تنفس بیش از حد، مبتلایان به آسم می‌توانند از ایجاد یک «چرخه مشکل‌دار تنفس بیش از حد» و تبدیل آن به یک حمله آسم جلوگیری کنند.